# Luis Altieri
Pour les articles homonymes, voir Altieri.
Luis Altieri (Buenos Aires, 9 juillet 1962) est un artiste visuel et yogi argentin.
Il étudie à l'AEBA (Asociación Estímulo de Bellas Artes, Association Stimulus de Beaux Arts) et plus tard dans les ateliers de Carlos Terribili (es), de Carlos Tessarolo ou de Víctor Chab (es).
Il a fait des expositions individuelles et collectives dans plusieurs lieux : Museo de Artes Plásticas Eduardo Sívori (es), Buenos Aires, Argentine, 1996 ; Florida Museum of Hispanic and Latin American Art, Miami, États-Unis, 1997 ; Galería Borkas, Lima, Pérou, 1998 ; Casal de Cultura, Castelldefels, Espagne, 2002 ; Galería Grillo Arte, Punta del Este, Uruguay, 2007, 2008, 2009, 2010, 2012 ; Kunst10Daagse, Bergen, Pays-Bas, 2002 ; etc.